# Језеро Сува
Језеро Сува (јап. 諏訪湖) је јеyero у Јапану у префектури Нагано на планини Кисо. 

## Географија
Језеро је извор реке Тенрју, и 24. је језеро по површини у Јапану.
Градови Сува и Окаја, и варош Шимосува, се налазе на обали језера Сува.

## Галерија
- Источна обала језера Сува.
- Поглед са планине Фуџи на језеро Сува.